# Trest smrti v Zambii
Trest smrti v Zambii byl zrušen v roce 2022. Přestože od roku 1997 v zemi neprobíhaly popravy, soudy i nadále vynášely tresty smrti. V roce 2021 tak bylo vyneseno devět takovýchto rozsudků a na konci roku 2021 čekalo v cele smrti celkem 257 lidí. Dne 25. května 2022 zambijský prezident Hakainde Hichilema oznámil, že trest smrti bude v zemi brzy zrušen. K oficiálnímu zrušení trestu smrti došlo dne 23. prosince 2022. Zůstal ovšem zachován v některých vojenských zákonících. Dne 19. prosince 2024 Zambie ratifikovala Druhý opční protokol Mezinárodního paktu o občanských a politických právech, jehož cílem je zrušení trestu smrti.